# Finnholmarna, Borgå
Finnholmarna är öar i Finland. De ligger i Finska viken och i kommunen Borgå i den ekonomiska regionen  Borgå i landskapet Nyland, i den södra delen av landet. Öarna ligger omkring 59 kilometer öster om Helsingfors.
Arean för den av öarna koordinaterna pekar på är 9 hektar och dess största längd är 480 meter i öst-västlig riktning.